# Verona (dal)
A Verona az észt Koit Toome és Laura dala, mellyel Észtországot képviselték a 2017-es Eurovíziós Dalfesztiválon, Kijevben. A dal az ERR által szervezett nemzeti döntőben nyerte el az eurovíziós indulás jogát.

## Eurovíziós Dalfesztivál
A dalt az Eurovíziós Dalfesztiválon a május 11-i második elődöntőben adták elő, fellépési sorrendben tizenhetedikként a Litvániát képviselő Fusedmarc Rain of Revolution című dala után és az Izraelt képviselő Imri I Feel Alive című dala előtt. Az elődöntőben a tizennegyedik helyen végeztek, így nem jutottak tovább a május 13-i döntőbe.
A következő észt induló Elina Nechayeva La forza című dala volt a 2018-as Eurovíziós Dalfesztiválon.